# Tournefeuille
Pour les articles homonymes, voir Tournefeuille (ruisseau).
Tournefeuille (occitan calque: Tornafuèlha [,turnɔ'f(y)èʎɔ], forme locale Torna-Oelha [,turnɔ'weʎɔ] "ramène brebis") est une commune française située dans le département de la Haute-Garonne en région Occitanie.
Sur le plan historique et culturel, la commune est dans le Pays toulousain, qui s’étend autour de Toulouse le long de la vallée de la Garonne, bordé à l’ouest par les coteaux du Savès, à l’est par ceux du Lauragais et au sud par ceux de la vallée de l’ Ariège et du Volvestre. Exposée à un climat océanique altéré, elle est drainée par le canal de Saint-Martory, le Touch, l'Ousseau et par divers autres petits cours d'eau. La commune possède un patrimoine naturel remarquable composé de deux zones naturelles d'intérêt écologique, faunistique et floristique.
Tournefeuille est une commune urbaine qui compte 29 724 habitants en 2022, après avoir connu une forte hausse de la population depuis 1962. Elle est dans l'agglomération toulousaine et fait partie de l'aire d'attraction de Toulouse. Ses habitants sont appelés les Tournefeuillais ou  Tournefeuillaises.
Elle est située l'ouest de l'agglomération toulousaine et dans l'aire d'attraction de Toulouse, c'est la 3e commune la plus peuplée de Haute-Garonne.
Le patrimoine architectural de la commune comprend un immeuble protégé au titre des monuments historiques : le château de Gramart, inscrit en 1950.

## Géographie

### Localisation
La commune de Tournefeuille se trouve dans le département de la Haute-Garonne, en région Occitanie.
Sur le plan historique et culturel, Tournefeuille fait partie du pays toulousain, une ceinture de plaines fertiles entrecoupées de bosquets d'arbres, aux molles collines semées de fermes en briques roses, inéluctablement grignotée par l'urbanisme des banlieues.
Elle se situe à 8 km à vol d'oiseau de Toulouse, préfecture du département, bureau centralisateur du canton de Tournefeuille dont dépend la commune depuis 2015 pour les élections départementales
La commune fait en outre partie du bassin de vie de Toulouse.
Les communes les plus proches sont : 
Colomiers (3,2 km), Plaisance-du-Touch (4,3 km), Cugnaux (5,2 km), La Salvetat-Saint-Gilles (5,9 km), Pibrac (6,0 km), Villeneuve-Tolosane (6,8 km), Blagnac (6,8 km), Cornebarrieu (7,4 km).
Tournefeuille est limitrophe de quatre autres communes.
|                    | Colomiers     |          |
| Plaisance-du-Touch | Tournefeuille | Toulouse |
|                    | Cugnaux       |          |

### Géologie et relief
La superficie de la commune est de 1 817 hectares ; son altitude varie de 146  à   190 mètres.
Le livre Terrier de 1600 répartit les terres en trois qualités :
- les « bonnes terres » constituées par la « rivière de Touch » et surtout formées de prairies ;
- les « terres moyennes » correspondant à la terrasse de 150 m ;
- les « terres infirmes » situées sur le coteau et la terrasse de 180 m.

La limite entre ces deux dernières catégories suit en gros la courbe de niveau de 165 mètres.

### Hydrographie

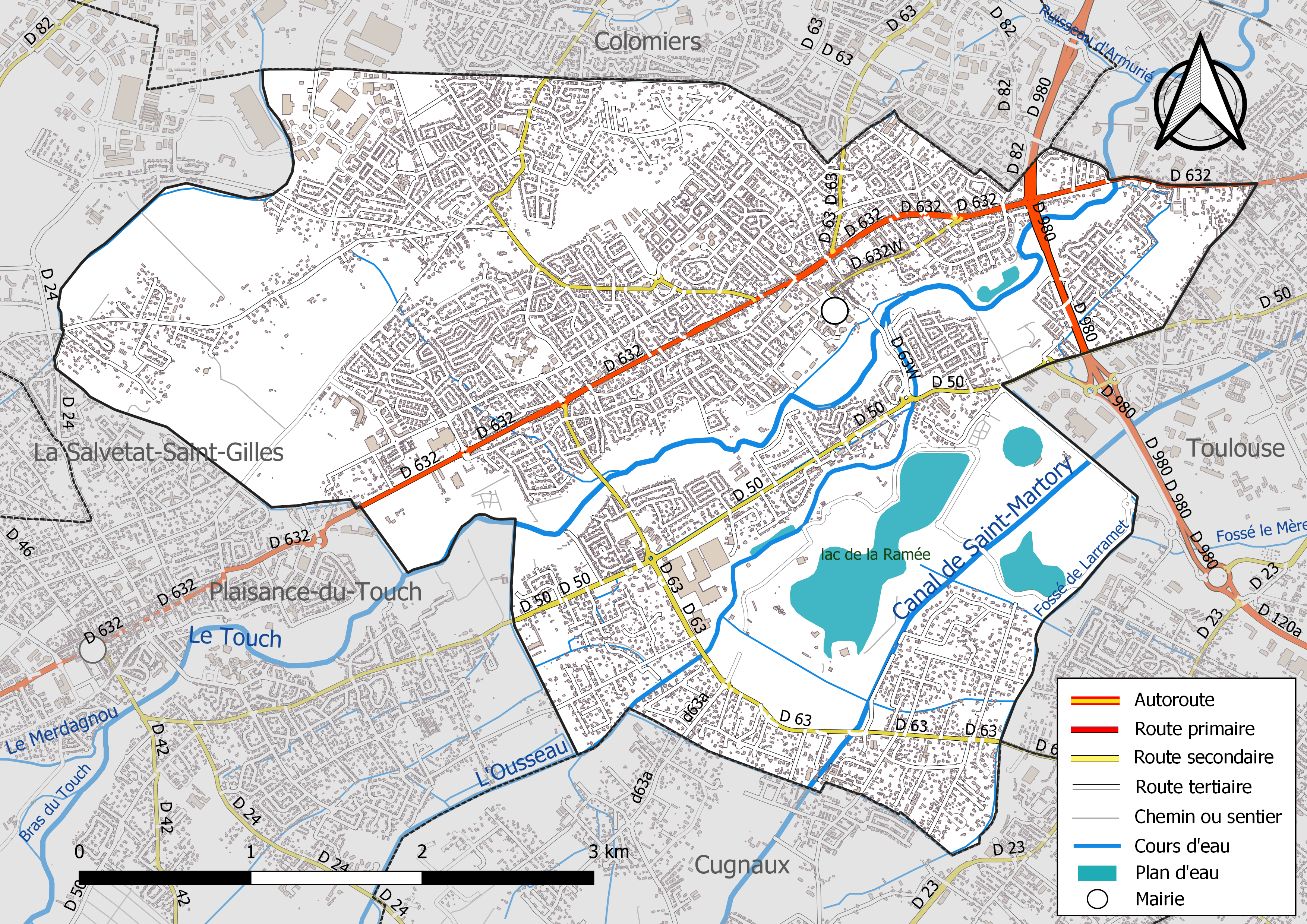
Réseaux hydrographique et routier de Tournefeuille.

La commune est dans le bassin de la Garonne, au sein du bassin hydrographique Adour-Garonne. Elle est drainée par le canal de Saint-Martory, le Touch, l'Ousseau, Fossé de Larramet et par divers petits cours d'eau, constituant un réseau hydrographique de 26 km de longueur totale,.
Le canal de Saint-Martory, d'une longueur totale de 71,2 km, prend sa source dans la commune de Saint-Martory et s'écoule du sud-ouest vers le nord-est. Il traverse la commune et se jette dans la Garonne à Toulouse, après avoir traversé 19 communes.
Le Touch, d'une longueur totale de 74,5 km, prend sa source dans la commune de Lilhac et s'écoule du sud-ouest vers le nord-est. Il traverse la commune et se jette dans la Garonne à Blagnac, après avoir traversé 29 communes.
L'Ousseau, d'une longueur totale de 26,2 km, prend sa source dans la commune de Lherm et s'écoule du sud-ouest vers le nord-est. Il se jette dans le Touch sur le territoire communal, après avoir traversé 10 communes.

### Climat
Pour des articles plus généraux, voir Climat de l'Occitanie et Climat de la Haute-Garonne.
En 2010, le climat de la commune est de type climat du Bassin du Sud-Ouest, selon une étude s'appuyant sur une série de données couvrant la période 1971-2000. En 2020, Météo-France publie une typologie des climats de la France métropolitaine dans laquelle la commune est exposée à un climat océanique altéré et est dans la région climatique Aquitaine, Gascogne, caractérisée par une pluviométrie abondante au printemps, modérée en automne, un faible ensoleillement au printemps, un été chaud (19,5 °C), des vents faibles, des brouillards fréquents en automne et en hiver et des orages fréquents en été (15 à 20 jours).
Pour la période 1971-2000, la température annuelle moyenne est de 13,3 °C, avec une amplitude thermique annuelle de 16,1 °C. Le cumul annuel moyen de précipitations est de 682 mm, avec 9,3 jours de précipitations en janvier et 5,3 jours en juillet. Pour la période 1991-2020, la température moyenne annuelle observée sur la station météorologique la plus proche, située sur la commune de Cugnaux à 5 km à vol d'oiseau, est de 14,3 °C et le cumul annuel moyen de précipitations est de 635,7 mm,. Pour l'avenir, les paramètres climatiques de la commune estimés pour 2050 selon différents scénarios d'émission de gaz à effet de serre sont consultables sur un site dédié publié par Météo-France en novembre 2022.

### Milieux naturels et biodiversité

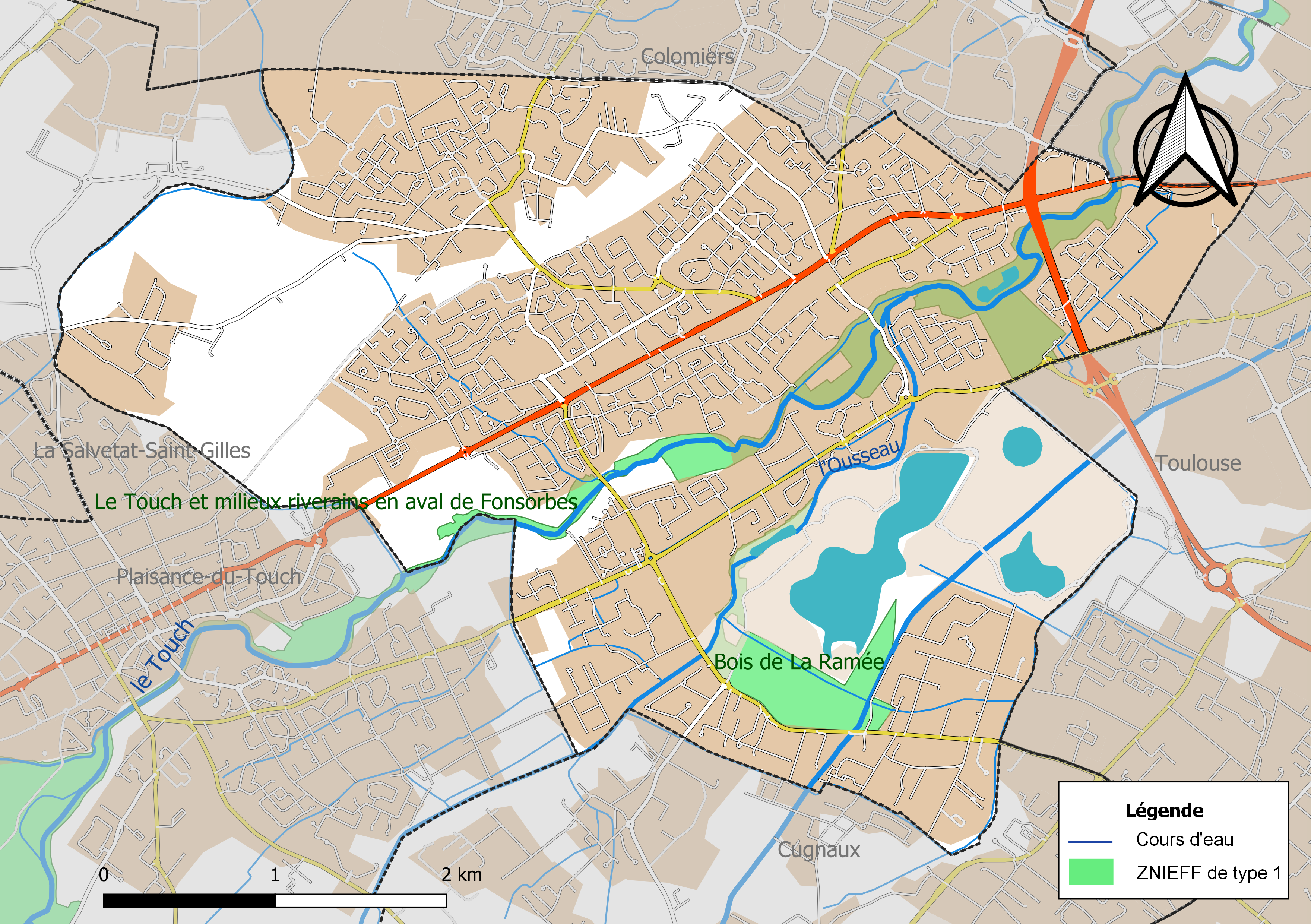
Carte des ZNIEFF de type 1 localisées sur la commune.

L’inventaire des zones naturelles d'intérêt écologique, faunistique et floristique (ZNIEFF) a pour objectif de réaliser une couverture des zones les plus intéressantes sur le plan écologique, essentiellement dans la perspective d’améliorer la connaissance du patrimoine naturel national et de fournir aux différents décideurs un outil d’aide à la prise en compte de l’environnement dans l’aménagement du territoire.
Deux ZNIEFF de type 1 sont recensées sur la commune :
le « bois de la Ramée » (47 ha) et 
« le Touch et milieux riverains en aval de Fonsorbes » (870 ha), couvrant 7 communes du département.

## Urbanisme

### Typologie
Au 1er janvier 2024, Tournefeuille est catégorisée grand centre urbain, selon la nouvelle grille communale de densité à sept niveaux définie par l'Insee en 2022.
Elle appartient à l'unité urbaine de Toulouse, une agglomération inter-départementale regroupant 81  communes, dont elle est une commune de la banlieue,,. Par ailleurs la commune fait partie de l'aire d'attraction de Toulouse, dont elle est une commune du pôle principal,. Cette aire, qui regroupe 527 communes, est catégorisée dans les aires de 700 000 habitants ou plus (hors Paris),.

### Occupation des sols

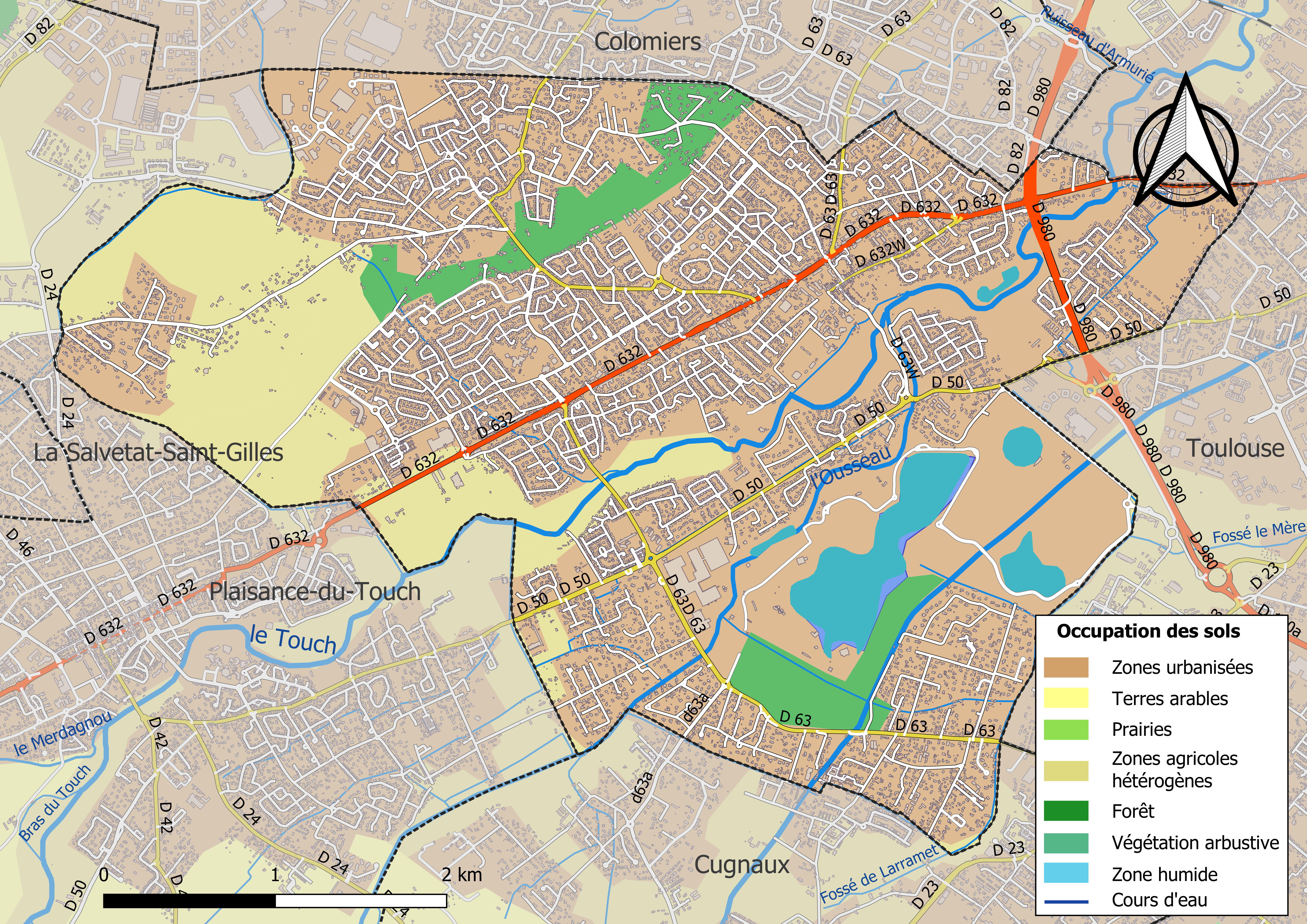
Carte des infrastructures et de l'occupation des sols de la commune en 2018 (CLC).

L'occupation des sols de la commune, telle qu'elle ressort de la base de données européenne d’occupation biophysique des sols Corine Land Cover (CLC), est marquée par l'importance des territoires artificialisés (79,5 % en 2018), en augmentation par rapport à 1990 (63,3 %). La répartition détaillée en 2018 est la suivante : 
zones urbanisées (62,1 %), zones agricoles hétérogènes (13,4 %), espaces verts artificialisés, non agricoles (12 %), zones industrielles ou commerciales et réseaux de communication (5,4 %), forêts (4,8 %), eaux continentales (2,3 %). L'évolution de l’occupation des sols de la commune et de ses infrastructures peut être observée sur les différentes représentations cartographiques du territoire : la carte de Cassini (XVIIIe siècle), la carte d'état-major (1820-1866) et les cartes ou photos aériennes de l'IGN pour la période actuelle (1950 à aujourd'hui).

### Voies de communication et transports

#### Voies de communication
Accès par l'autoroute A624  01, la RD 632.

#### Transports
La ligne de Bus à Haut Niveau de Service Linéo L3 du réseau Tisséo dessert la commune d'est en ouest via le centre-ville, en la reliant à la station Arènes du métro de Toulouse depuis Plaisance-du-Touch. Le terminus Tournefeuille Lycée, situé à l'ouest de la ville, accueille les autobus des lignes : 48 vers la station Basso Cambo via les quartiers sud et la Ramée, 63 vers la station Compans-Caffarelli via le centre-ville de Tournefeuille, 116 vers Saint-Lys. La ville est également desservie par la ligne 21, qui relie les quartiers nord et est de la commune à la station Basso Cambo et aux usines Airbus de Colomiers, la ligne 67 qui relie le sud de la commune à la station Arènes depuis Plaisance-du-Touch, la ligne 363 du réseau Arc-en-Ciel qui relie la commune à la gare routière de Toulouse depuis Rieumes et la ligne 365 qui relie la commune à la gare routière de Toulouse depuis Boulogne-sur-Gesse.
Ancienne ligne de Toulouse à Boulogne-sur-Gesse et la gare de Tournefeuille.

### Risques majeurs
Le territoire de la commune de Tournefeuille est vulnérable à différents aléas naturels : météorologiques (tempête, orage, neige, grand froid, canicule ou sécheresse), inondations et séisme (sismicité très faible). Un site publié par le BRGM permet d'évaluer simplement et rapidement les risques d'un bien localisé soit par son adresse soit par le numéro de sa parcelle.
Certaines parties du territoire communal sont susceptibles d’être affectées par le risque d’inondation par débordement de cours d'eau, notamment le Touch et l'Ousseau. La commune a été reconnue en état de catastrophe naturelle au titre des dommages causés par les inondations et coulées de boue survenues en 1982, 1988, 1991, 1993, 1999, 2009 et 2014,.

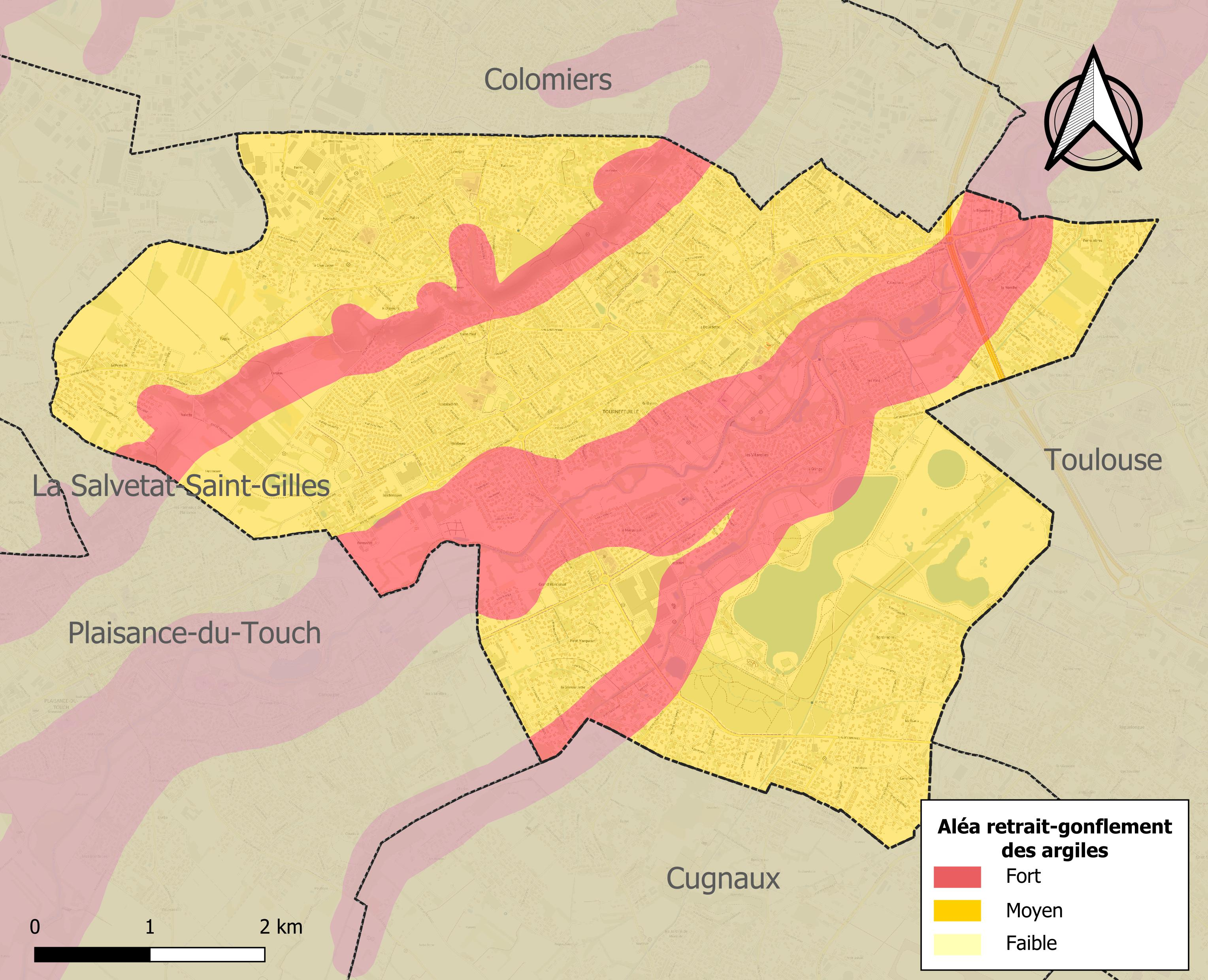
Carte des zones d'aléa retrait-gonflement des sols argileux de Tournefeuille.

Le retrait-gonflement des sols argileux est susceptible d'engendrer des dommages importants aux bâtiments en cas d’alternance de périodes de sécheresse et de pluie. La totalité de la commune est en aléa moyen ou fort (88,8 % au niveau départemental et 48,5 % au niveau national). Sur les 8 155 bâtiments dénombrés sur la commune en 2019, 8 155 sont en aléa moyen ou fort, soit 100 %, à comparer aux 98 % au niveau départemental et 54 % au niveau national. Une cartographie de l'exposition du territoire national au retrait gonflement des sols argileux est disponible sur le site du BRGM,.
Par ailleurs, afin de mieux appréhender le risque d’affaissement de terrain, l'inventaire national des cavités souterraines permet de localiser celles situées sur la commune.
Concernant les mouvements de terrains, la commune a été reconnue en état de catastrophe naturelle au titre des dommages causés par la sécheresse en 1992, 1998, 1999, 2002, 2006, 2011, 2015, 2016, 2017 et 2020 et par des mouvements de terrain en 1999.

## Toponymie
Tournefeuille, en rive gauche de Garonne, se trouve dans l'aire linguistique de l'occitan gascon de variante orientale, d'expression essentiellement orale liée à une ruralité dépendante de la domination Toulouse de culture languedocienne.
Le toponyme Tournefeuille est mis en correspondance graphique avec l'occitan, Torna Fuèlha en languedocien, Torna Huèlha en gascon local, sans pertinence sémantique.Tournefeuille se rendrait par Vira Fuèlha en occitan.
Torna Auelha /Oelha ['turnɔ (a)'weʎɔ] signifie Ramène Brebis.
Les verbes tornar et  virar, apparentés à tourner et virer, n'ont pas les mêmes sens en occitan. tornar signifie revenir, retourner, ramener, et tourner se dit virar.
Au niveau du second élément, il s'agirait d'une confusion phonétique entre les mots gascons huèlha "feuille" et auelha/oeilha "brebis", homophones en cas d'amuissement du "H" initial du déterminant connecté. 
(Cf. "ouailles" en français),

## Histoire
Les premières traces d'habitation datent de la Préhistoire, comme le montrent des fouilles effectuées le long du Touch.
Mais le village se forme réellement pendant le Moyen Âge. Tournefeuille est une seigneurie et l’annexe de la paroisse de Saint-Nicolas de Toulouse dès 1503, la seigneurie devient un marquisat sous Louis XIV.
En 1600, il y a, à Tournefeuille, deux coseigneurs : Guy de Mansencal, seigneur de Grépiac et sa tante Catherine de Bonail (ou de Bonald).
Le plan Cadastral de 1600-1602 décrit le partage des terres entre seigneurs, parlementaires et habitants. On peut également y voir l'emplacement du château dans l'actuel centre-ville ainsi que de l'église médiévale au niveau de l'actuel 132 chemin Saint Pierre. Celle-ci a été détruite en 1595 par des troupes Huguenotes, tout comme le château. L'église ne sera en revanche pas reconstruite et seuls ses murs resteront debout. Le cœur de village passe alors du lieu dit de Saint Pierre à l'actuel centre-ville.On remarquera également sur le plan cadastral de 1600-1602 que l'église médiévale y figure toujours alors que celle de l'actuel centre-ville n'y figure pas. Montrant que le village a été durablement affecté par l'attaque de 1595.
Le journal Le Figaro a dressé en mai 2022 un classement des villes françaises les plus cambriolées : Tournefeuille arrive en 5ème position.

## Politique et administration

### Administration municipale
Le nombre d'habitants au recensement de 2017 étant compris entre 20 000 habitants et 29 999 habitants, le nombre de membres du conseil municipal pour l'élection de 2020 est de trente-cinq,.

### Rattachements administratifs et électoraux
Commune faisant partie de la sixième circonscription de la Haute-Garonne, de Toulouse Métropole et du canton de Tournefeuille.

### Liste des maires
| Période                                  | Période          | Identité                   | Étiquette | Qualité |
| ---------------------------------------- | ---------------- | -------------------------- | --------- | --- |
| Les données manquantes sont à compléter. |                  |                            |           | |
| 1790                                     | 1791             | Jean Martinet              |           | |
| 1791                                     | 1792             | Gervais Fourcade           |           | |
| 1792                                     | 1793             | Joseph Inard               |           | |
| 1793                                     | 1793             | Claude Laporte             |           | |
| 1793                                     | 1794             | Bernard Forgues            |           | |
| 1794                                     | 1795             | Jean Martinet              |           | |
| 1795                                     | 1802             | Justin Sévènes             |           | |
| 1802                                     | 1803             | Bernard Barrau             |           | |
| 1803                                     | 1808             | Jean-Marie Labat           |           | |
| 1808                                     | 1809             | Cyprien (maire provisoire) |           | |
| 1809                                     | 1815             | Jacques-Abel Foulcher      |           | |
| 1815                                     | 1829             | Joseph Dieuzayde           |           | |
| 1829                                     | 1835             | Bernard Mazuc              |           | |
| 1835                                     | 1837             | Henri Blanc                |           | |
| 1837                                     | 1840             | Bernard Artigue            |           | |
| 1840                                     | 1843             | Pierre Moisset             |           | |
| 1843                                     | 1848             | Jean Vidal                 |           | |
| 1848                                     | 1852             | Bernard Sallète            |           | |
| 1852                                     | 1868             | Jean Vidal                 |           | |
| 1868                                     | 1878             | Théophane Boquet           |           | |
| 1878                                     | 1895             | Henri Martres              |           | |
| 1895                                     | 1919             | Paul Viginiaux             |           | |
| 1919                                     | 1929             | Frédéric Pareau            |           | |
| 1929                                     | 1929             | Jean Baptiste Colomiès     |           | |
| 1929                                     | 1933             | Roger Panouse              |           | |
| 1933                                     | 1945             | Antonin Balancy            |           | Meunier |
| 1945                                     | 23 avril 1969    | Roger Panouse              |           | Instituteur Démissionnaire |
| 23 avril 1969                            | 15 décembre 1997 | Bernard Audigé,            | PS        | Viticulteur, adjoint au maire (1947 → 1969 et 1997 → 2001) Conseiller général de Toulouse-XII (1973 → 1992) Maire honoraire (2002) Démissionnaire                                      |
| 15 décembre 1997                         | 28 juin 2015     | Claude Raynal              | PS        | Conseiller de tribunal administratif Sénateur de la Haute-Garonne (2014 → ) Conseiller général de Tournefeuille (1998 → 2014) Démissionnaire à la suite de son élection comme sénateur |
| 28 juin 2015                             | 28 novembre 2024 | Dominique Fouchier         | PS        | Ingénieur en agriculture et environnement, ancien adjoint Conseiller départemental de Tournefeuille (2015 → ) 6e vice-président de Toulouse Métropole (2020 → ) Démissionnaire         |
| 28 novembre 2024                         | En cours         | Frédéric Parre             | PS        | Inspecteur principal des Finances publiques Adjoint au maire (2020 → 2024) |

### Jumelages
La ville de Tournefeuille est jumelée avec  Graus (Espagne) depuis 1989, commune espagnole appartenant à la province de Huesca, en Aragon. Elle compte 4 250 habitants en hiver, plus de 10 000 en été. Chaque année de nombreux échanges sont organisés, qu'ils soient d'ordre culturel, sportif ou scolaire.

### Politique environnementale
Dans son palmarès 2016, le Conseil national de villes et villages fleuris de France a renouvelé son attribution de trois fleurs à la commune au Concours des villes et villages fleuris.

## Démographie
L'évolution du nombre d'habitants est connue à travers les recensements de la population effectués dans la commune depuis 1793. Pour les communes de plus de 10 000 habitants les recensements ont lieu chaque année à la suite d'une enquête par sondage auprès d'un échantillon d'adresses représentant 8 % de leurs logements, contrairement aux autres communes qui ont un recensement réel tous les cinq ans,.

En 2022, la commune comptait 29 724 habitants, en évolution de +12,44 % par rapport à 2016 (Haute-Garonne : +8,02 %, France hors Mayotte : +2,11 %).
| 1793 | 1800 | 1806 | 1821 | 1831 | 1836 | 1841 | 1846 | 1851 |
| ---- | ---- | ---- | ---- | ---- | ---- | ---- | ---- | ---- |
| 535  | 522  | 530  | 706  | 737  | 725  | 737  | 764  | 769  |

| 1856 | 1861 | 1866 | 1872 | 1876 | 1881 | 1886 | 1891 | 1896 |
| ---- | ---- | ---- | ---- | ---- | ---- | ---- | ---- | ---- |
| 682  | 720  | 735  | 702  | 799  | 761  | 791  | 775  | 771  |

| 1901 | 1906 | 1911 | 1921 | 1926 | 1931 | 1936 | 1946  | 1954  |
| ---- | ---- | ---- | ---- | ---- | ---- | ---- | ----- | ----- |
| 808  | 824  | 785  | 829  | 864  | 972  | 999  | 1 295 | 1 577 |

| 1962  | 1968  | 1975  | 1982  | 1990   | 1999   | 2006   | 2011   | 2016   |
| ----- | ----- | ----- | ----- | ------ | ------ | ------ | ------ | ------ |
| 2 209 | 3 438 | 5 291 | 8 541 | 16 669 | 22 758 | 25 444 | 25 763 | 26 436 |

| 2021   | 2022   | - | - | - | - | - | - | - |
| ------ | ------ | - | - | - | - | - | - | - |
| 29 439 | 29 724 | - | - | - | - | - | - | - |

| selon la population municipale des années : | 1968 | 1975 | 1982 | 1990 | 1999 | 2006 | 2009 | 2013 |
| Rang de la commune dans le département      | 16   | 12   | 9    | 5    | 3    | 3    | 3    | 3    |
| Nombre de communes du département           | 592  | 582  | 586  | 588  | 588  | 588  | 589  | 589  |

Tournefeuille reste un petit village jusque dans les années 1960, atteignant péniblement le millier d'habitants. De 1960 à 1990, la ville s'agrandit de façon exponentielle : profitant du dynamisme de Toulouse, elle passe de 2 200 à 17 000 habitants. En 1999, elle comptait près de 23 000 habitants et plus de 25 000 habitants en 2008, et presque 26 000 habitants en 2011.

## Économie

### Revenus
En 2018  (données Insee publiées en septembre 2021), la commune compte 12 104 ménages fiscaux, regroupant 29 074 personnes. La médiane du revenu disponible par unité de consommation est de 28 210 € (23 140 € dans le département). 68 % des ménages fiscaux sont imposés (55,3 % dans le département).

### Revenus de la population et fiscalité
En 2010, le revenu fiscal médian par ménage était de 41 262 €, ce qui plaçait Tournefeuille au 1 947e rang parmi les 31 525 communes de plus de 39 ménages en métropole.

### Emploi
|                | 2008  | 2013  | 2018  |
| -------------- | ----- | ----- | ----- |
| Commune        | 5,2 % | 8 %   | 7,3 % |
| Département    | 7,7 % | 9,6 % | 9,3 % |
| France entière | 8,3 % | 10 %  | 10 %  |

En 2018, la population âgée de 15 à 64 ans s'élève à 17 645 personnes, parmi lesquelles on compte 78,4 % d'actifs (71 % ayant un emploi et 7,3 % de chômeurs) et 21,6 % d'inactifs,. Depuis 2008, le taux de chômage communal (au sens du recensement) des 15-64 ans est inférieur à celui de la France et du département.
La commune fait partie du pôle principal de l'aire d'attraction de Toulouse,. Elle compte 6 380 emplois en 2018, contre 6 005 en 2013 et 5 829 en 2008. Le nombre d'actifs ayant un emploi résidant dans la commune est de 12 666, soit un indicateur de concentration d'emploi de 50,4 % et un taux d'activité parmi les 15 ans ou plus de 62,5 %.
Sur ces 12 666 actifs de 15 ans ou plus ayant un emploi, 2 254 travaillent dans la commune, soit 18 % des habitants. Pour se rendre au travail, 79,1 % des habitants utilisent un véhicule personnel ou de fonction à quatre roues, 7,2 % les transports en commun, 10,8 % s'y rendent en deux-roues, à vélo ou à pied et 3 % n'ont pas besoin de transport (travail au domicile).

### Activités hors agriculture

#### Secteurs d'activités
1 886 établissements sont implantés  à Tournefeuille au 31 décembre 2019. Le tableau ci-dessous en détaille le nombre par secteur d'activité et compare les ratios avec ceux du département,.
| Secteur d'activité                                                                                        | Commune | Commune | Département |
| Secteur d'activité                                                                                        | Nombre  | %       | %           |
| --- | ------- | ------- | ----------- |
| Ensemble                                                                                                  | 1 886   | 100 %   | (100 %)     |
| Industrie manufacturière, industries extractives et autres                                                | 77      | 4,1 %   | (5,7 %)     |
| Construction                                                                                              | 209     | 11,1 %  | (12 %)      |
| Commerce de gros et de détail, transports, hébergement et restauration                                    | 394     | 20,9 %  | (25,9 %)    |
| Information et communication                                                                              | 94      | 5 %     | (4,1 %)     |
| Activités financières et d'assurance                                                                      | 75      | 4 %     | (3,8 %)     |
| Activités immobilières                                                                                    | 98      | 5,2 %   | (4,2 %)     |
| Activités spécialisées, scientifiques et techniques et activités de services administratifs et de soutien | 364     | 19,3 %  | (19,8 %)    |
| Administration publique, enseignement, santé humaine et action sociale                                    | 411     | 21,8 %  | (16,6 %)    |
| Autres activités de services                                                                              | 164     | 8,7 %   | (7,9 %)     |

Le secteur de l'administration publique, l'enseignement, la santé humaine et l'action sociale est prépondérant sur la commune puisqu'il représente 21,8 % du nombre total d'établissements de la commune (411 sur les 1886 entreprises implantées  à Tournefeuille), contre 16,6 % au niveau départemental.

#### Entreprises et commerces
Les cinq entreprises ayant leur siège social sur le territoire communal qui génèrent le plus de chiffre d'affaires en 2020 sont : 
- Soc Cooperative Socamil, centrales d'achat alimentaires (1 234 807 k€) ;
- Generale De Batiment Midi Pyrenees - GBMP, construction d'autres bâtiments (58 563 k€) ;
- Getinge Lancer, fabrication d'autres machines d'usage général (20 976 k€) ;
- Entreprise Carre, travaux de menuiserie métallique et serrurerie (13 510 k€) ;
- Agence Commerciale Technologie Nouvelle - Actn, commerce de gros (commerce interentreprises) de composants et d'équipements électroniques et de télécommunication (11 176 k€).

### Agriculture
|               | 1988 | 2000 | 2010 | 2020 |
| ------------- | ---- | ---- | ---- | ---- |
| Exploitations | 22   | 5    | 2    | 2    |
| SAU (ha)      | 310  | 60   | 9    | 15   |

La commune est dans « les Vallées », une petite région agricole consacrée à la polyculture sur les plaines et terrasses alluviales qui s’étendent de part et d’autre des sillons marqués par la Garonne et l’Ariège. En 2020, l'orientation technico-économique de l'agriculture  sur la commune est la culture de céréales et/ou d'oléoprotéagineuses. Deux exploitations agricoles ayant leur siège dans la commune sont dénombrées lors du recensement agricole de 2020 (22 en 1988). La superficie agricole utilisée est de 15 ha,,.

## Culture locale et patrimoine

### Lieux et monuments
- Église Saint-Pierre construite en 1770 avec un clocher-mur[27]
- Château datant de Louis XIII (Mairie)
- Zone de loisirs de la Ramée

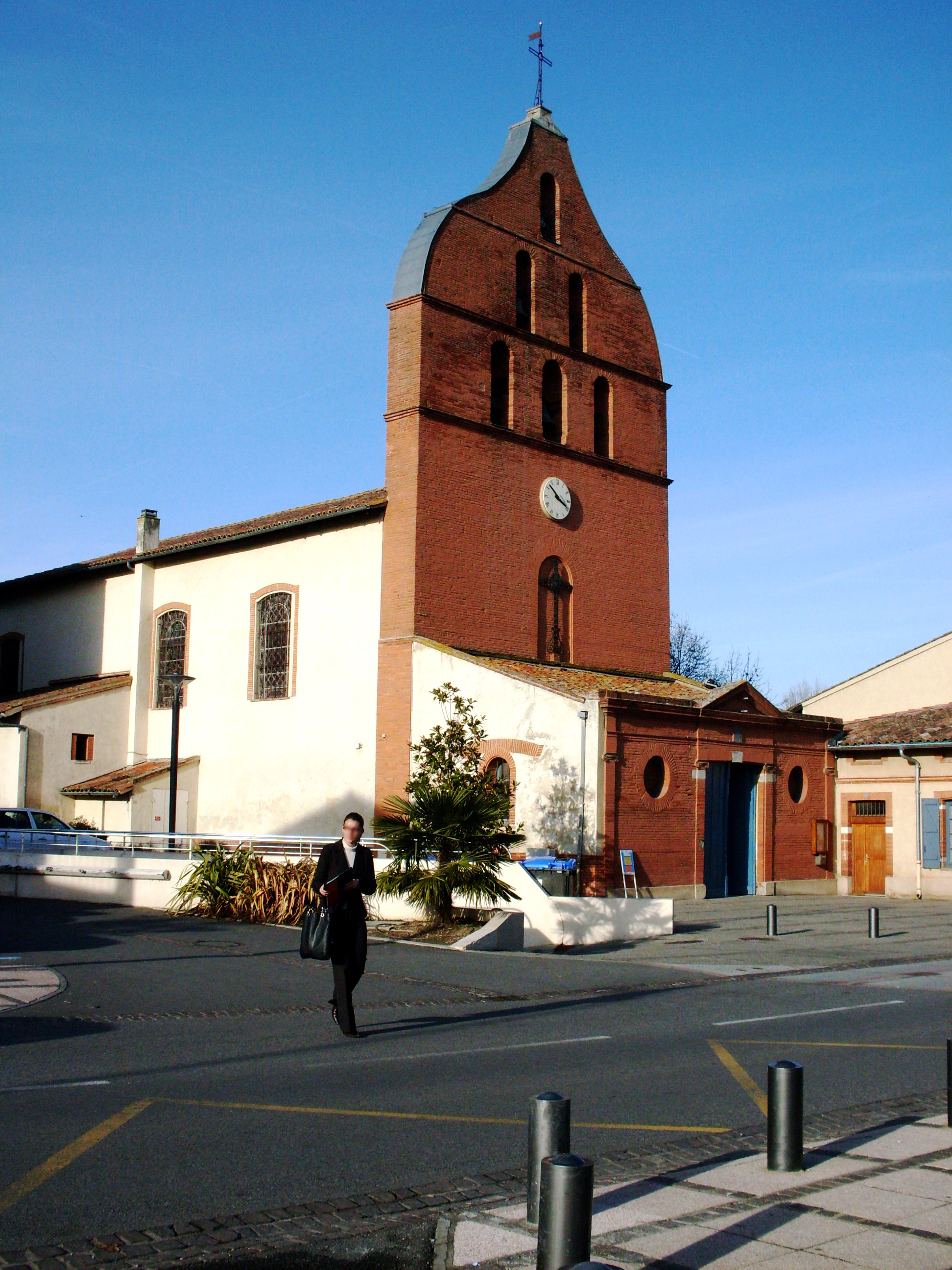
L'église Saint-Pierre
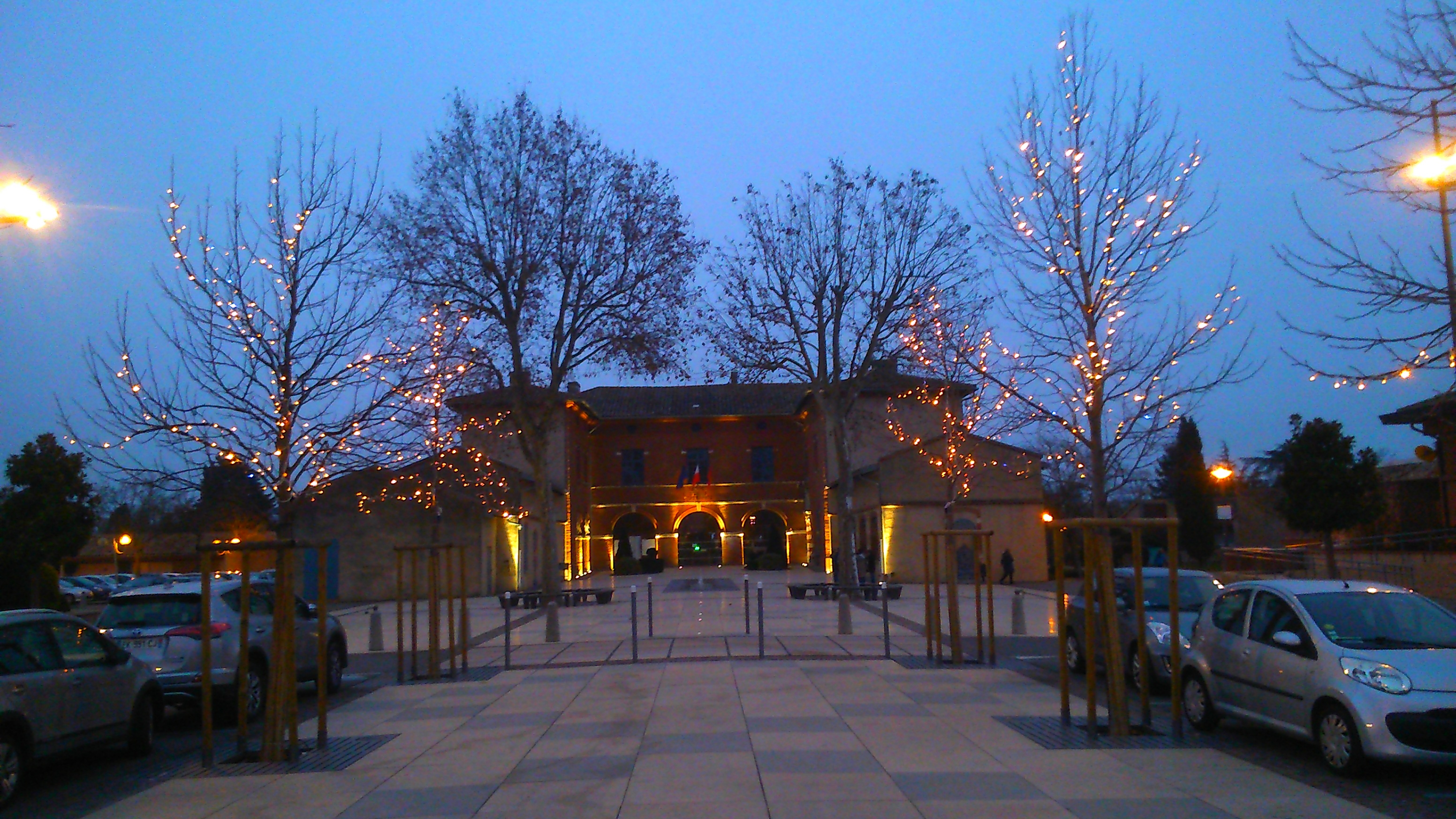
La mairie
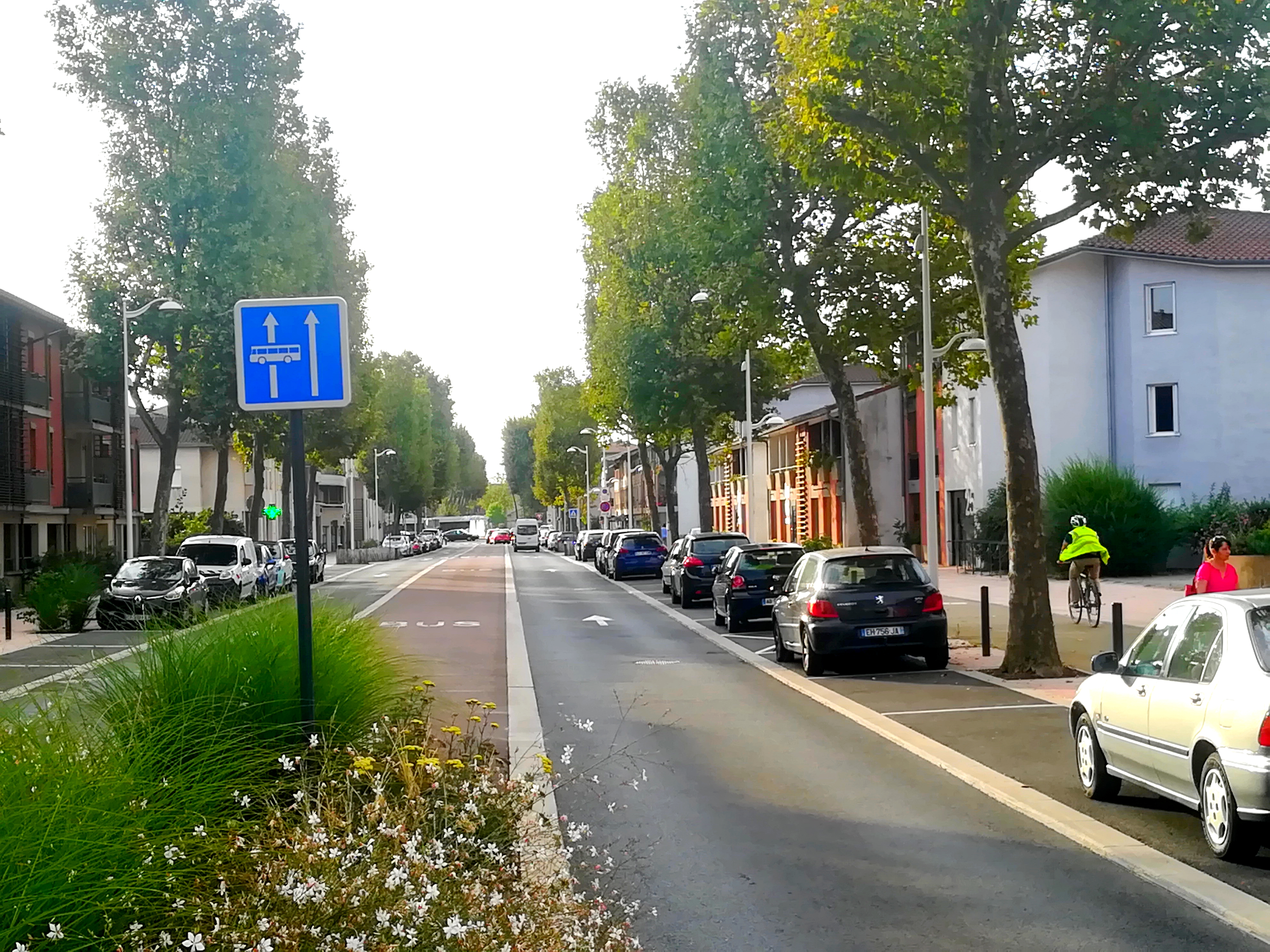
Boulevard Eugène Montel
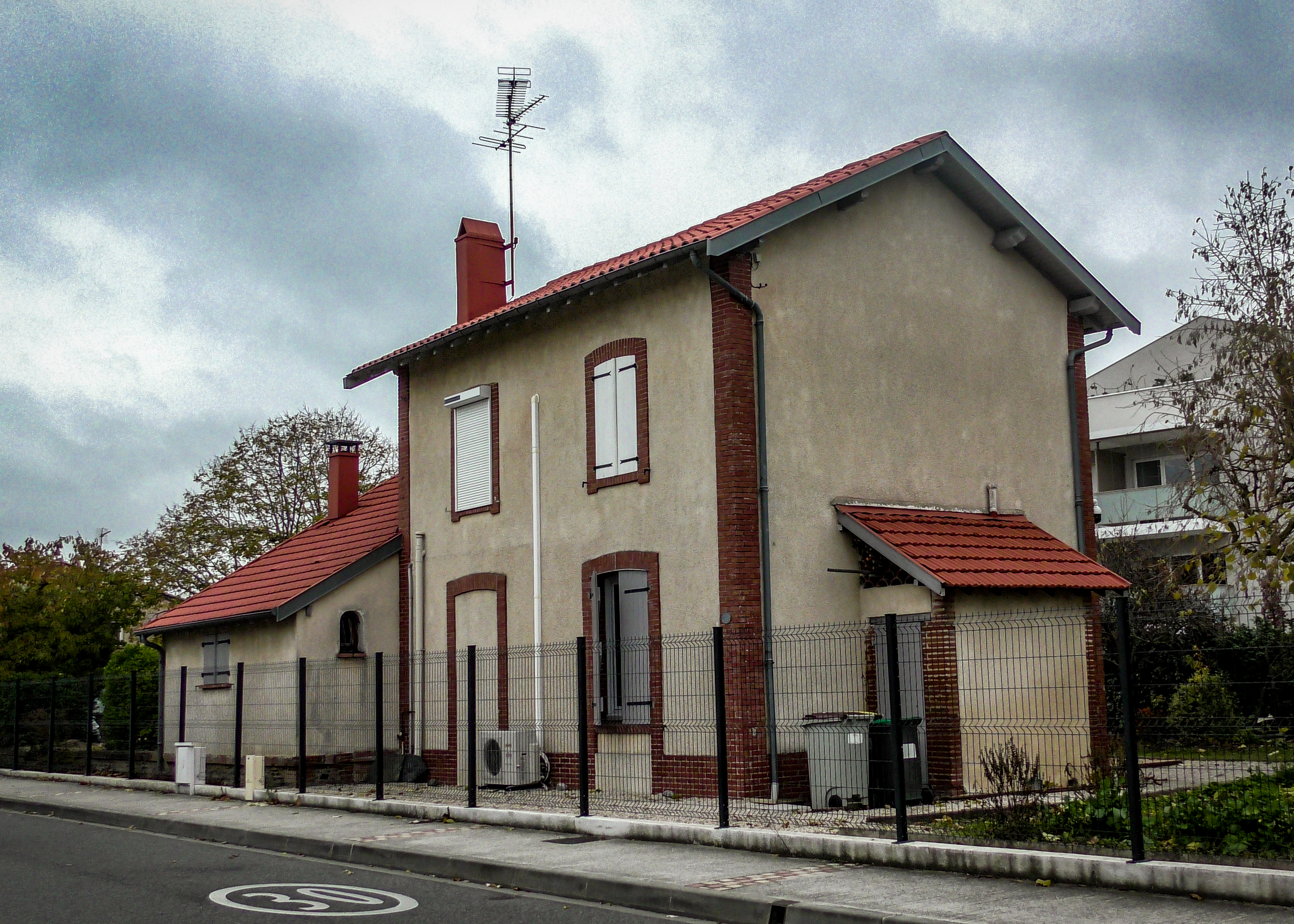
L'ancienne gare de la CFSO
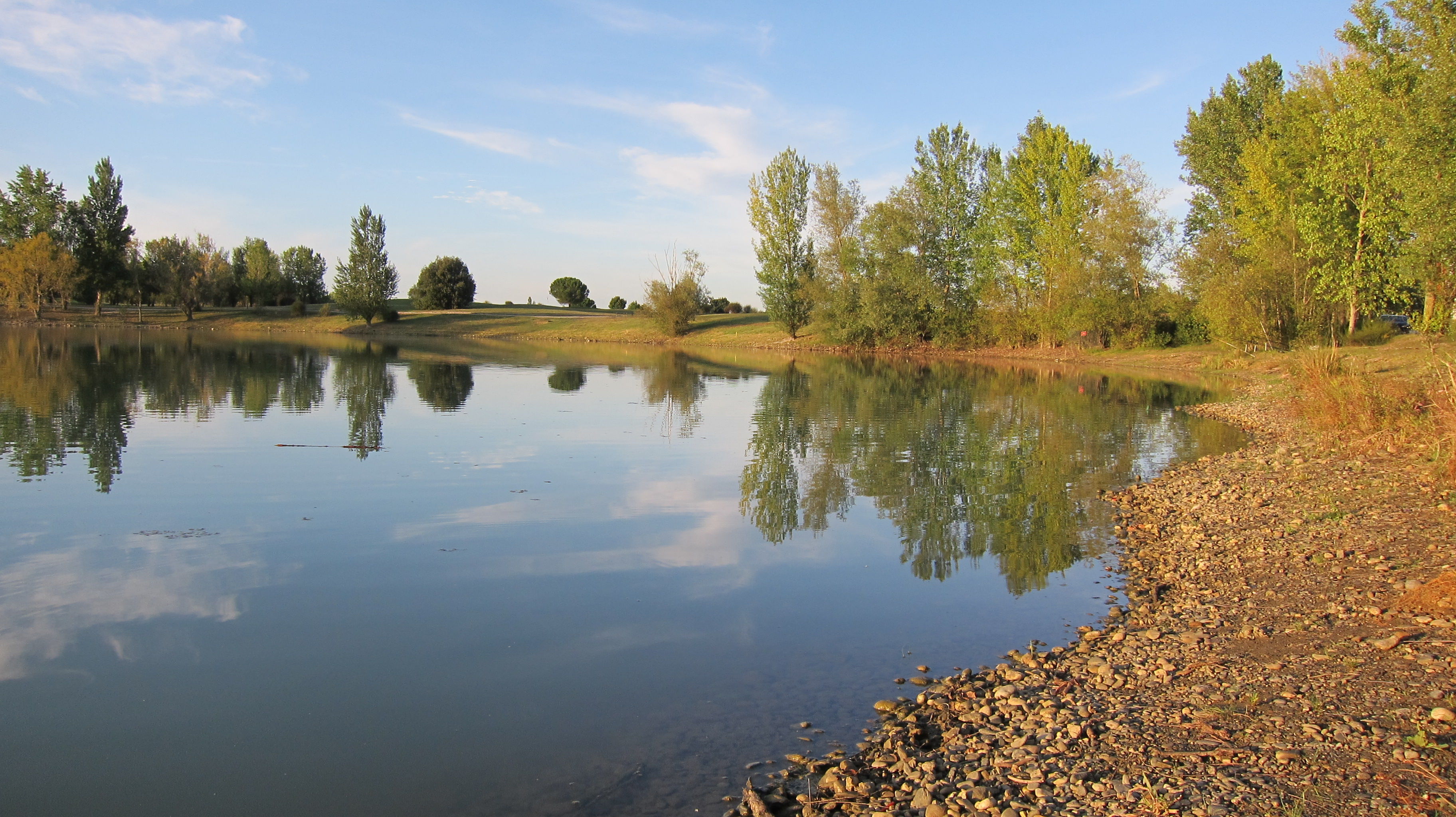
Lac de La Ramée
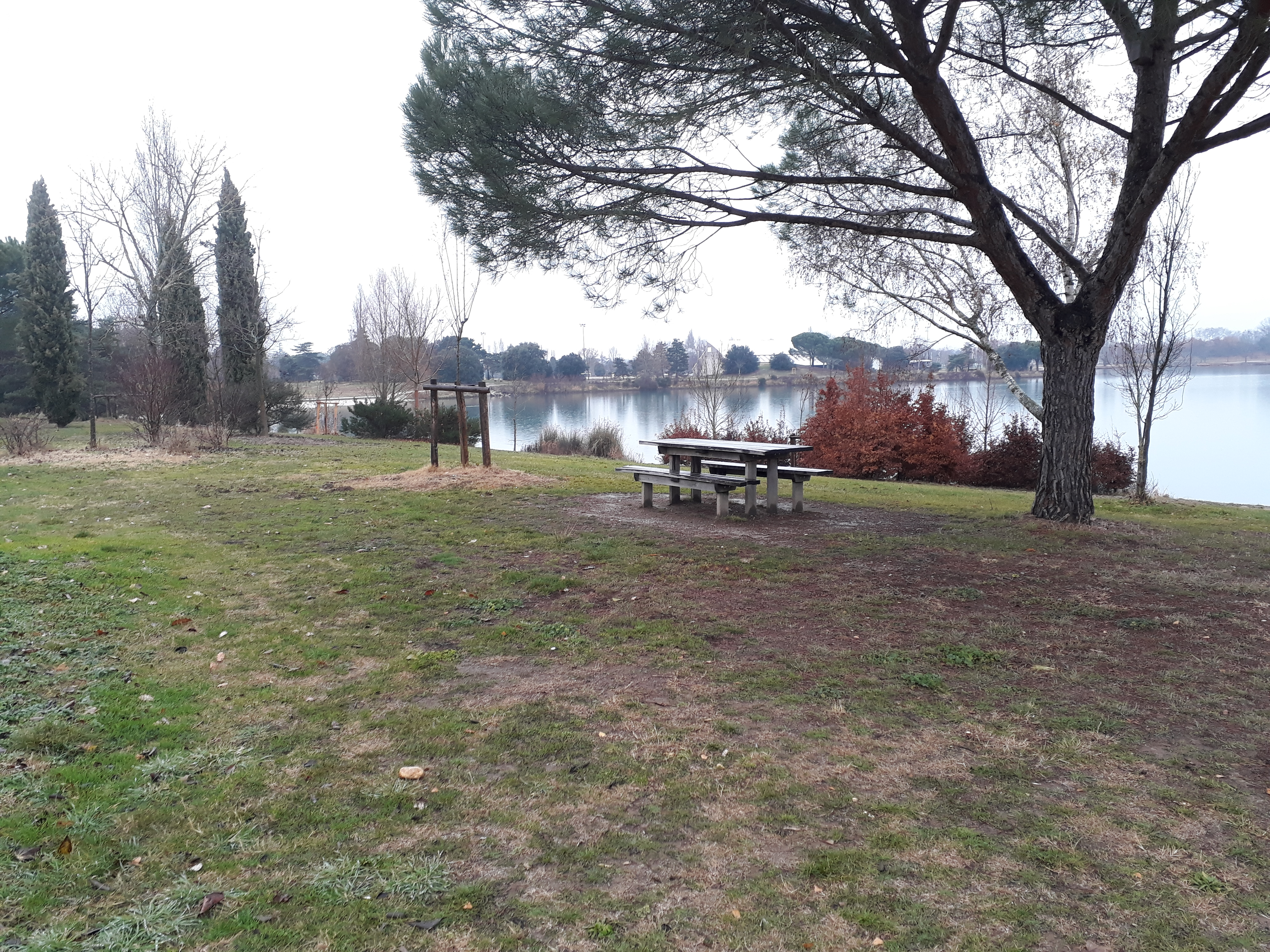
Aire de pique-nique du Lac
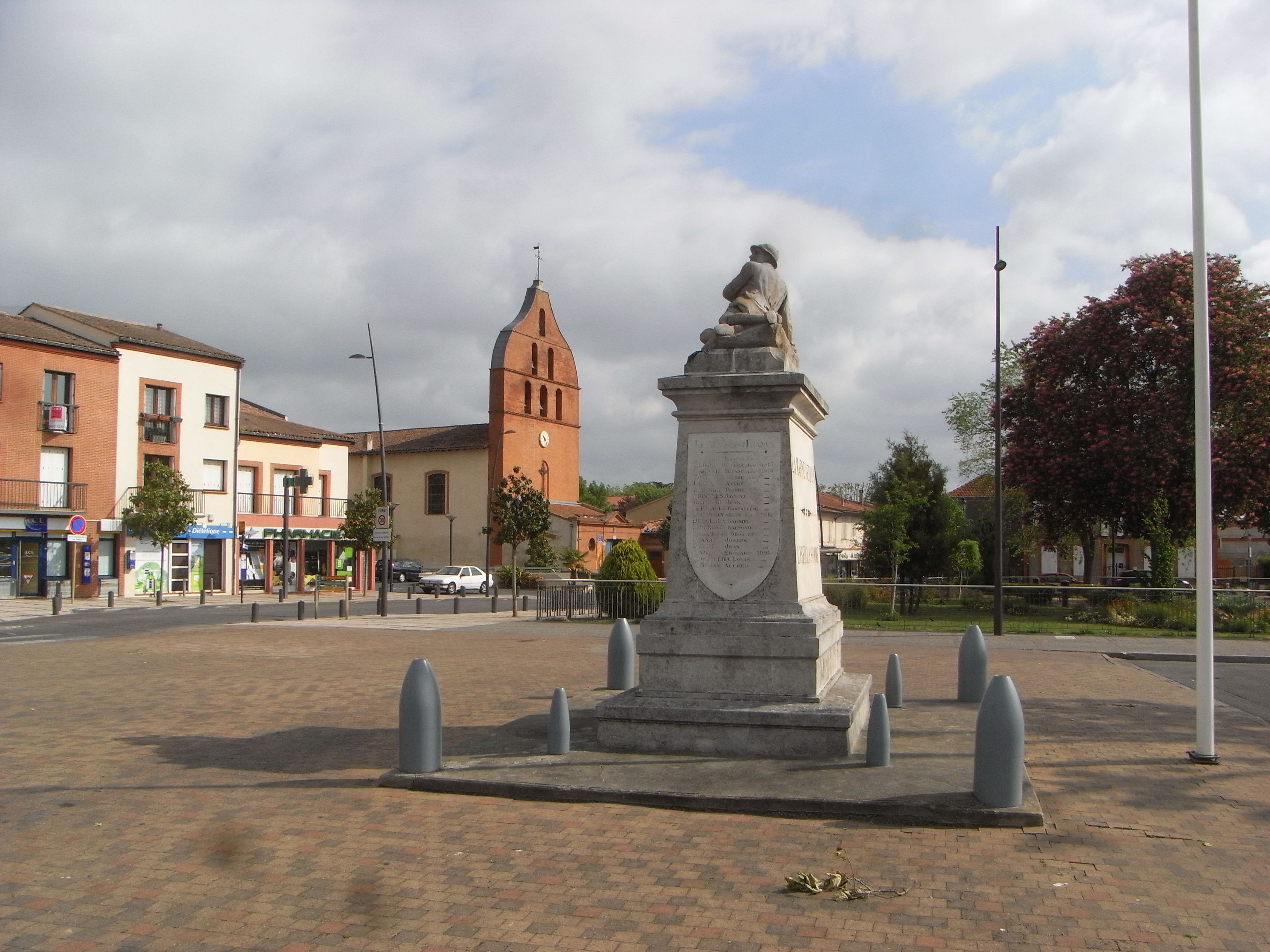
Monument aux morts et l'église
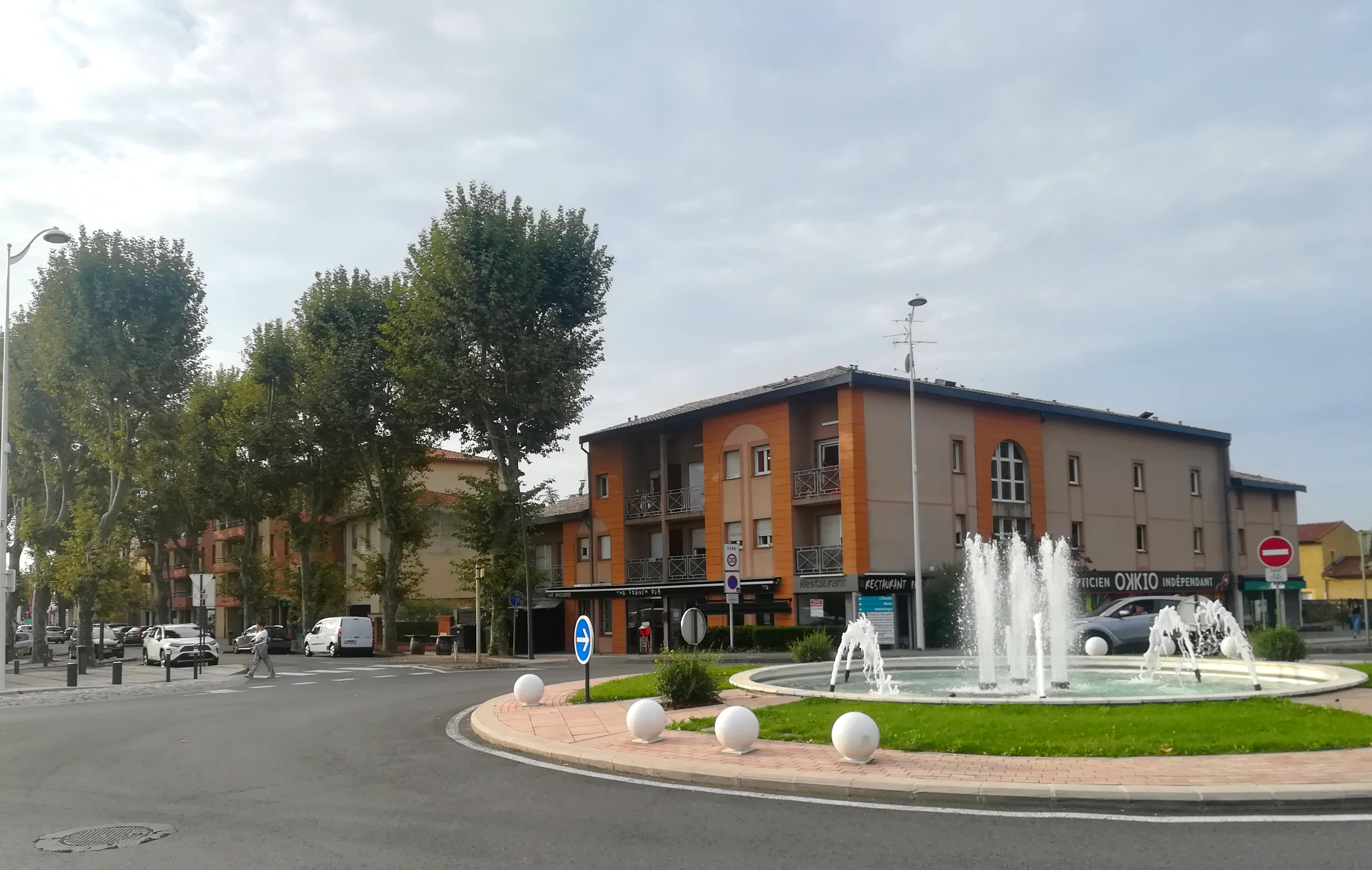
Rond-point des Chênes

### Patrimoine culturel

#### Art contemporain et galerie d'art
Créée en 1994, l'Usine est un lieu voué aux esthétiques liant l'art et l'espace public. C'est le premier lieu finalisé de la Communauté Urbaine du Grand Toulouse. Dirigée depuis 2003 par Mathieu Maisonneuve, elle s'inscrit dans un nouveau lieu depuis 2008.
Depuis 2006, le Festival Marionnettissimo rayonne depuis Tournefeuille vers l'agglomération toulousaine, la Haute-Garonne et Midi-Pyrénées.

#### Associations
- Amicale Laïque de Tournefeuille (A.L.T.): fédération de 18 clubs (découverte de l'ordinateur, photo-vidéo, cycles de conférences, théâtre, scrabble, échec, chant, occitan, peinture sur porcelaine et sur soie, danse, randonnée...)
- Association Retina France, qui lutte contre la DMLA, la rétinite pigmentaire, etc., qui touche 1 million de personnes en France[50]
- Association des jardiniers de Tournefeuille (jardins familiaux)[51]
- Association Culture et Loisirs de Pahin
- Club de géologie, minéralogie et fossiles de Tournefeuille (« le Béryl »)[52]
- ACPL, association des Artisans, Commerçants et Professions Libérales de Tournefeuille[53]

#### Bibliothèque
Tournefeuille dispose d'une médiathèque comprenant plus de 54 000 documents étalés sur 2 125 m2.

#### Cinémas
Tournefeuille est doté d'un cinéma Utopia, un cinéma indépendant, situé Impasse du château, derrière la Mairie.

#### Salles
Tournefeuille dispose d'une salle de concert polyvalente pouvant accueillir 3 500 spectateurs : Le Phare. Elle est destinée à tous les styles de musique, aux évènements organisés par la commune et aux colloques d'entreprises.
Depuis septembre 2012, l'ancien foyer communal Roger Panouse, situé Place de l’Hôtel de Ville a été réhabilité en salle culturelle de 500 places. Cette salle, dénommée l'Escale, est vouée au théâtre, à la danse, à la musique (jazz notamment) et à la retransmission sur grand écran de spectacles d'opéra, de danse des plus grandes salles internationales.

#### Structure culturelle d'agglomération
- La Boutique d'écriture du Grand Toulouse située à Tournefeuille est un centre de ressources des ateliers d'écriture, qui propose des ateliers de création aux 25 communes du Grand Toulouse[55]. Tournefeuille a accueilli de 1987 à 2005 le Scriptorium, atelier-école de création typographique et calligraphique.
- « Tournefeuille » est aussi le nom d'une maison d'édition qui a publié notamment Yves Le Pestipon, avec des illustrations de Patrick Guallino. Cette maison d'édition se trouve désormais à Montolieu, village du livre, dans l'Aude.

### Personnalités liées à la commune
- Le président de la République française Gaston Doumergue prit sa retraite auprès de son épouse, Jeanne Gaussal, à Tournefeuille en 1931. À la suite des événements sanglants du 6 février 1934 et à l'appel à Tournefeuille du président Daladier, il devient Président du Conseil[56], pour 10 mois, avant de revenir prendre sa retraite, sa maison à la façade typique est toujours en place[57].
- André Souvré, joueur de basket-ball.
- Yannick Souvré, joueuse de basket-ball, a été formée à l'AST Basket.
- Gaël Clichy, joueur de football à Manchester City.
- Amandine Bourgeois, gagnante de l'émission de télé-réalité Nouvelle Star pendant la saison 2008.
- L'ancien joueur international de rugby à XV Fabien Galthié a joué à l'AST Rugby.
- L'actuel joueur de rugby à XV, évoluant à l'ouverture ou à la mêlée Mathieu Belie de L'USA Perpignan, a joué à l'AST Rugby.
- Aymeric Minne, joueur professionnel de handball évoluant au Handball Club de Nantes, a été formé au THB.
- Leïla Chaibi, femme politique française. Élue en 2019 au Parlement européen sur la liste La France Insoumise. Elle était auparavant secrétaire nationale du Parti de Gauche, chargée de l'abolition de la précarité entre 2011 et 2014.
- Thomas Ramos, joueur international français de rugby à XV.

### Héraldique
| Blason de Tournefeuille | Les armes de Tournefeuille se blasonnent ainsi : Tranché : au premier d'azur aux deux clés d'or en sautoir, au second de sinople à la chapelle muette d'argent, à la bande d'argent chargée de deux coquilles de pourpre brochant sur le trait de la partition ; sur le tout, à l'écusson de gueules chargé d'une croix cléchée, vidée, pommetée de douze pièces d'or. |

## Vie pratique

### Service public
Tournefeuille possède une poste, un commissariat de police, une police municipale, 

### Enseignement
Tournefeuille dépend de l'académie de Toulouse (zone C).
L'éducation est assurée sur la commune par 6 groupes scolaires (écoles maternelles et élémentaires), 2 collèges, le collège Pierre Labitrie et le collège Léonard de Vinci, et le lycée Marie-Louise Dissard.
Un organisme de formation spécialisé dans le médico-social y est présent << TSA apprendre autrement >>.

### Culte
Église Catholique : Paroisse de Tournefeuille.
Le culte protestant se célèbre à l'Église Réformée Evangélique de Toulouse Ouest.

### Loisirs
Zone de loisirs de la Ramée où on trouve plusieurs lacs, dont un de 13,5 ha. On peut y pratiquer le vélo, le golf, la voile, le tir à l'arc...

### Sports
- Club d'escalade de Tournefeuille, le TAG est le premier club de la région et le premier club féminin de France d'après le classement publié en 2015 par la fédération française de la montagne et de l'escalade (FFME).
- Club de rugby à XV de l'AS Tournefeuille évoluant dans le Championnat de France de rugby à XV de 2e division fédérale en 2011-2012[62]. Organisation du Trophée européen féminin de rugby à XV 2004
- Club de football : A.S. Tournefeuille.
- Club de Handball (Tournefeuille Handball) évoluant en championnat de France féminin de handball de Nationale 1 chez les filles et en nationale 3 chez les garçons. Les moins de 18 ans filles et garçons concourent en championnat de France.
- Basket-Ball : l'AS Tournefeuille Basket-ball est un club mixte labellisé École Française de mini-basket. Son équipe phare évolue en Nationale 2 féminine.
- Golf de la Ramée
- Club de natation et de water-polo : le Sport Détente Natation Tournefeuille (SDNT) évoluant en régional et Inter-Région pour les 4 équipes de Water-Polo (U13, U15 et deux équipes de Séniors évoluant en N4 excellence et en N4 honneur ). Son école de natation est reconnue par la Fédération française de natation et compte environ 600 adhérents de 4 à 70 ans.
- Club de tir à l'arc archers du touch.

### Écologie et recyclage
La collecte et le traitement des déchets des ménages et des déchets assimilés ainsi que la protection et la mise en valeur de l'environnement se font dans le cadre de la métropole de Toulouse Métropole.
Les jardins de Tournefeuille espace consacré au jardinage (jardin partagé) en bordure du Touch.

## Pour approfondir